# Delstat
En delstat er en semiautonom stat som tilhører en føderation. På trods af delvist eller vidstrakt selvstyre er det hele føderationen der er den selvstændige enhed der anerkendes i det internationale samfund. Delstaterne i en forbundsrepublik kaldes i nogle tilfælde selv for republikker. I sådanne tilfælde anvendes ofte betegnelsen "delrepublik".

## Betegnelse
Delstater kan have forskellige benævnelser:
- stat (for eksempel State of Ohio i USA)[1]
- provins (for eksempel Province of Manitoba i Canada)[2]
- land (flertal länder) (for eksempel Land Hessen i Tyskland)[3]
- commonwealth (for eksempel Commonwealth of Kentucky i USA)[4]
- kanton (for eksempel Kanton Aargau i Schweiz)[5]
- republik (for eksempel Republikken Mari El i Rusland)[6]

## Lande opbygget af forskellige delstater

### Lande der bruger betegnelsenstate
Lande der bruger den engelske betegnelse state
- Australien består af 6 delstater (og 10 territorier)
- Indien består af 28 delstater (og 7 territorier)
- Malaysia består af 13 delstater (og 3 føderale territorier)
- Den føderale republik Mikronesien består af 4 delstater.
- Nigeria består af 36 delstater (og et territorium)
- Palau består af 6 delstater
- USA består af 50 delstater (og et distrikt samt 14 territorier og diverse oversøiske besiddelser)

### Lande der bruger betegnelsenestado
Lande der bruger den spanske/portugisiske betegnelse estado
- Brasilien består af 26 estado (og et distrikt)
- Mexico består af 31 estado (og et distrikt)
- Venezuela består af 23 estado (og et distrikt, og forskellige føderale besiddelser)

### Lande der bruger betegnelsenland
Lande der bruger den tyske betegnelse land
- Tyskland består af 16 Bundesländer (også blot kaldet Länder)
- Østrig består af 9 Bundesländer (også blot kaldet Länder)